# Brniště
Brniště – gmina w Czechach, w powiecie Česká Lípa, w kraju libereckim. 1 stycznia 2014 liczyła 1360 mieszkańców.
W części lasu niedaleko Ekocentrum utworzono ścieżkę turystyczną „Rzeźby w skałach” o długości 1,6 km. Artyści z Czech i Niemiec wyrzeźbili płaskorzeźby trolli, bogów i strażników leśnych w skałach z piaskowca. 

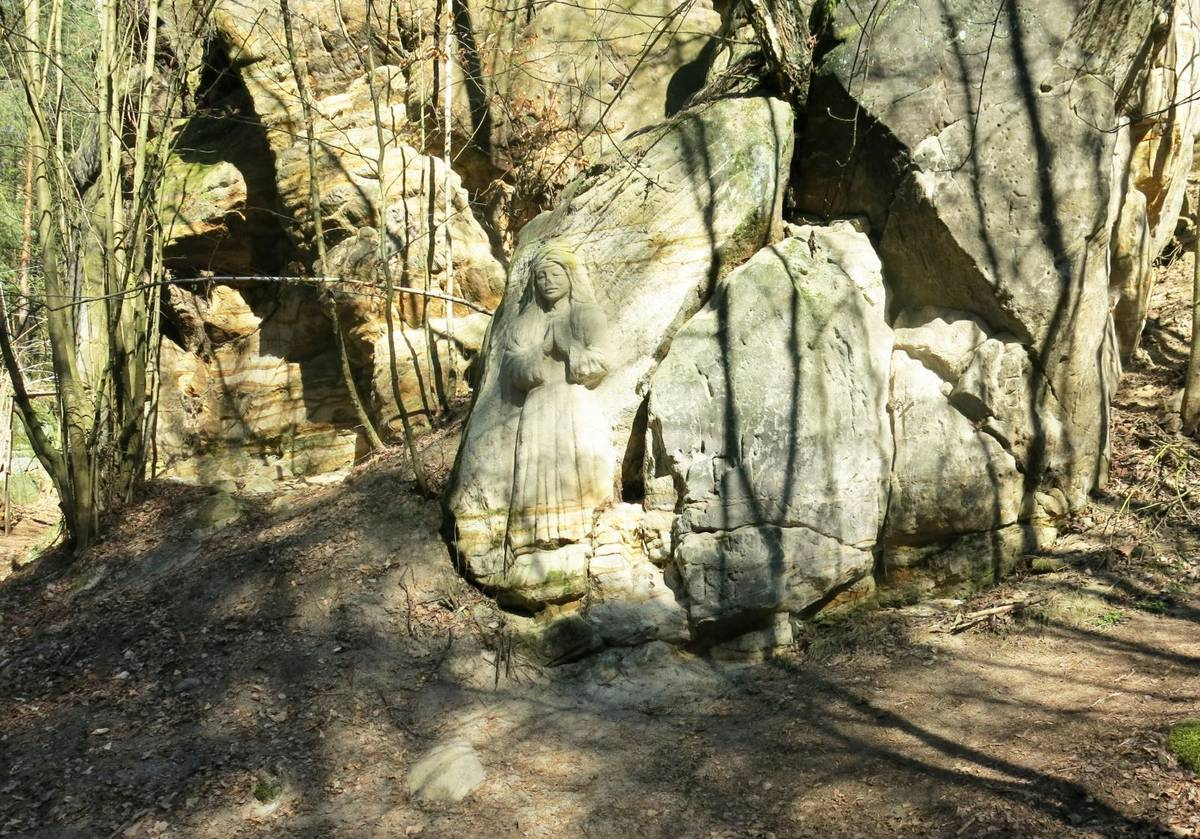
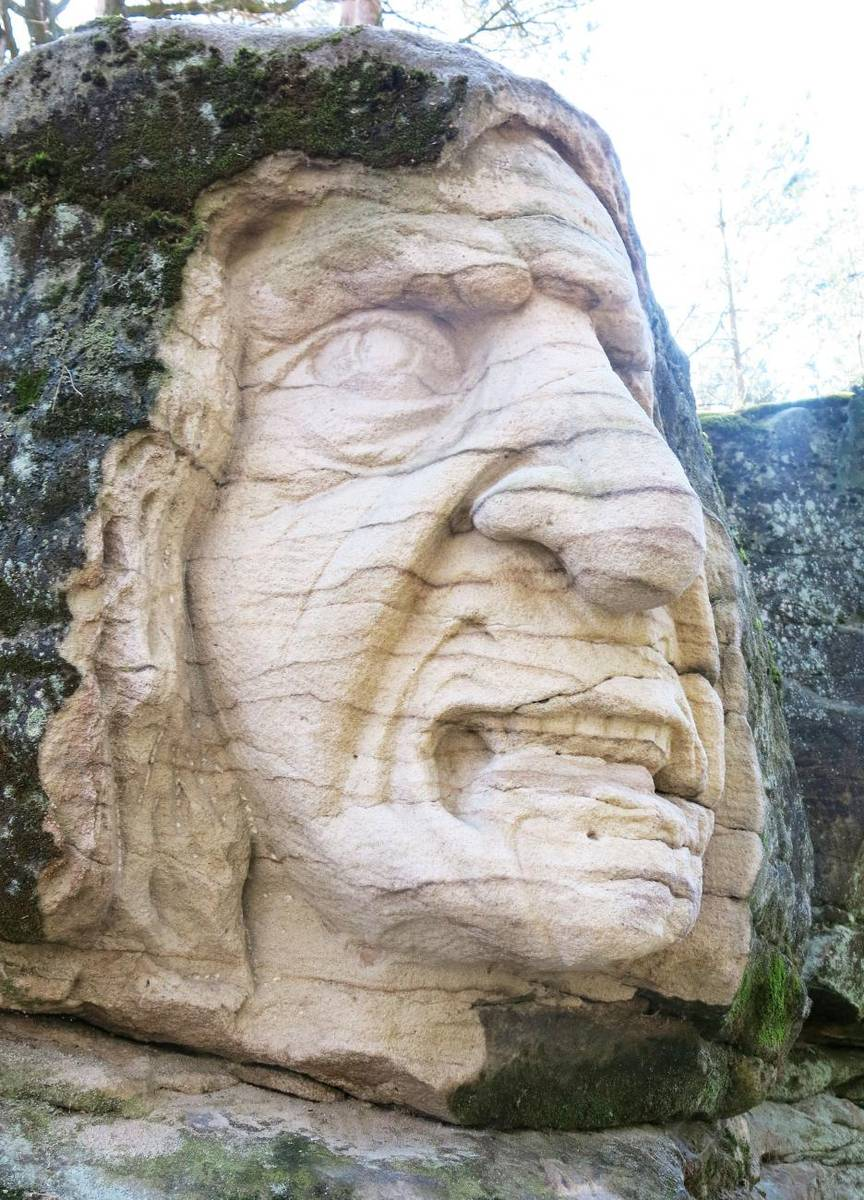
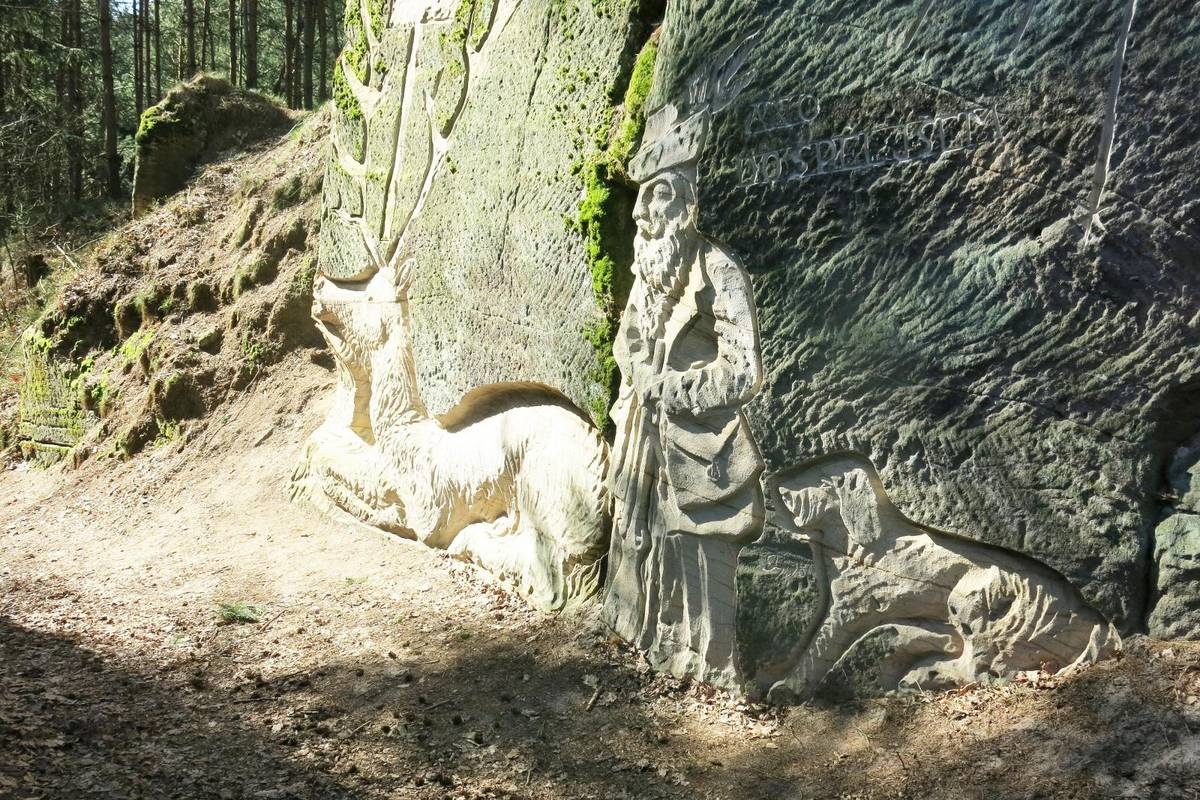